# Pars vite et reviens tard (roman)
Pour les articles homonymes, voir Pars vite et reviens tard.
Pars vite et reviens tard est un roman policier de Fred Vargas publié le 3 janvier 2001 aux éditions Viviane Hamy. Il a reçu le prix des Libraires et le Grand prix des lectrices de Elle (catégorie « Policier ») l'année suivante. Ce livre a été adapté au cinéma en 2007 pour le film Pars vite et reviens tard de Régis Wargnier. Il s'agit du troisième roman mettant en scène le commissaire Jean-Baptiste Adamsberg.

## Résumé
Un ancien marin breton, Joss Le Guern, connaît quelques succès en reprenant, sur la place Edgar-Quinet (place fictive, à proximité de la gare Montparnasse), le vieux métier de crieur public, exercé un siècle auparavant en Bretagne par son arrière-grand-père. Le commissaire Jean-Baptiste Adamsberg est alerté par une jeune femme inquiète de la présence de grands « 4 » noirs inversés avec des barres et sous-titrés des trois lettres CLT (Cito Longe Tarde), qui veulent dire « Vite, Loin, Longtemps » (dont Fred Vargas s'est inspirée pour le titre du livre) sur toutes les portes de son immeuble, à l'exception d'une seule. De plus en plus intrigué lorsque deux autres immeubles, très éloignés du XIIIe arrondissement, subissent le même sort, Adamsberg s'alarme véritablement lorsque le vieil érudit Decambrais, résidant sur la place Edgar-Quinet, convainc Joss Le Guern de l'accompagner au commissariat pour l'informer d'une série de messages énigmatiques laissés par un inconnu.
Ces messages, annonçant le retour du « fléau de Dieu » (la peste), sèment la panique à Paris, où la Grande Peste avait fait des ravages. Lorsque l'affaire s'ébruite à la suite de morts suspectes (des corps recouverts de poudre de charbon de bois), il devient difficile pour Adamsberg de poursuivre son enquête car aux « 4 » (lors de l’épidémie de la Peste les personnes peignaient ces 4 inversés sur leur porte afin de se protéger) du véritable « semeur » se mêlent ceux des imitateurs. Bientôt, de plus en plus de gens viennent à la criée de Joss Le Guern, qui continue de diffuser les annonces « spéciales » du semeur. La presse met en doute la thèse officielle de la police (des personnes mortes par strangulation et non de peste), accusée de vouloir masquer la vérité pour éviter une panique générale, d'autant plus que le mal semble s'étendre en province.
Petit à petit, ces deux affaires vont se rejoindre en une seule et tortueuse énigme. Le commissaire Adamsberg va alors tenter de démasquer le commanditaire de tous ces messages et l'étrangleur des fausses victimes de la « peste ».

## Sources d'inspiration du roman
Les annonces « spéciales » récitées par le crieur sont tirées de plusieurs ouvrages :
- le Qanûn d'Avicenne (le premier médecin à avoir pressenti le rôle des rats dans la propagation de la peste[1]), traduit en français et en latin ;
- le journal de Samuel Pepys,  relatant la grande peste de Londres à partir de juin 1665[2], dans une traduction française ;
- un récit de la peste à Marseille en 1720[3] ;
- une monographie sur la peste à Troyes en 1518[4].

L'article suspectant la police de vouloir nier l'épidémie fait référence à un épisode réel de début d'épidémie de peste en région parisienne en 1920. Selon le journal L'Humanité, le gouvernement tentait de minimiser la gravité du mal, désigné sous le nom de « maladie no 9 », mais il fut contraint de révéler qu'il s'agissait de la peste lors d'une session du sénat.

## Éditions
- Éditions imprimées
  - Pars vite et reviens tard, éditions Viviane Hamy, 2001,  (ISBN 2-87858-152-0)
  - Pars vite et reviens tard, éditions J'ai lu coll. « Policier » no 7461, 2004  (ISBN 2-290-34212-2)
  - Pars vite et reviens tard, éditions Magnard, coll. « Classiques et contemporains » no 76, 2006  (ISBN 2-210-75487-9)

- Livres audio / radio
  - Fred Vargas (auteur) et François Berland (narrateur), Pars vite et reviens tard, Paris, Livraphone, 1er octobre 2001 (ISBN 978-2-87809-304-9, BNF 39028216)Support : 8 disques compacts audio ; durée : 9 h 16 min environ ; référence éditeur : LIV 424C.
  - Fred Vargas (auteur) et François Berland (narrateur), Pars vite et reviens tard, Paris, Livraphone, 1er avril 2004 (EAN 335-89-500-0044-9, BNF 40104131)Support : 1 disque compact audio  MP3 ; durée : 9 h 16 min environ ; référence éditeur : LIV 424M.
  - Fred Vargas (auteur) et Thierry Janssen (narrateur), Pars vite et reviens tard, Paris, Thélème, 14 mars 2012 (EAN 3358950000449, BNF 42620777)Support : 1 disque compact audio  MP3 ; durée : non connue ; référence éditeur : Audiolib 25 0460 3.
  - Par ailleurs, une version radiophonique en dix épisodes est diffusée en 2013 sur France Culture[6].

## Adaptation cinématographique
Le roman est adapté dans le film Pars vite et reviens tard réalisé par Régis Wargnier, sorti en 2007, avec José Garcia, Lucas Belvaux, Marie Gillain et Olivier Gourmet dans les rôles principaux.